# Participació preferent
Una participació preferent és un valor financer sense venciment —són perpètues—, emès per una societat que concedeix al seu titular certs drets preferencials respecte d'altres títols de propietat, com ara prioritat de cobrament per sobre dels accionistes en cas de fallida de la societat emissora.

## Característiques i risc
Donada la seva naturalesa —són una participació— es consideren, conjuntament amb el deute subordinat, un híbrid de capital social, perquè ni són exactament deute exigible en no tenir venciment, ni són tampoc accions en no tenir dret de vot; segons Basilea III es consideren Tier 2 capital. A més a més, la seva rendibilitat no està garantida. Per aquestes raons són considerades una inversió de risc elevat i no adequades per a un inversor de perfil conservador segons la reglamentació MIFID; definides per la CNMV: «es tracta d'un instrument complex i de risc elevat, que pot generar rendibilitat, però també pèrdues del capital invertit».
- No tenen dret a vot: A diferència dels accionistes, les participacions preferents no confereixen dret a vot a l'inversor.
- Perpetuïtat: És una inversió de caràcter perpetu i mai no es pot recuperar. Tot i així l'entitat emissora pot decidir arbitràriament amortitzar-les als 5 anys de la seva emissió, prèvia autorització del Banc d'Espanya.
- Rendibilitat no garantida: El cupó/dividend sol ser fix durant els dos primers anys, però passa a ser variable a partir d'aleshores; aquesta remuneració variable està condicionada a l'existència de prou beneficis distribuïbles; així mateix aquesta remuneració no és acumulativa, de manera que si un any l'entitat emissora no obté beneficis es perd el dret de cobrament i no s'acumula per a l'any següent —és a dir, no tenen la rendibilitat garantida.
- Preferència: malgrat que s'anomenen "preferents", en cas de fallida de la societat emissora tenen prioritat de cobrament només per sobre dels accionistes —o inversors de quotes participatives si es tracta de caixes d'estalvi—, de manera que són els penúltims a cobrar i, per tant, els creditors comuns i els subordinats tenen més preferència. Les participacions preferents no estan protegides pel Fons de Garantia de Dipòsits.

Les participacions preferents cotitzen al mercat secundari de renda fixa —AIAF—, però la seva liquiditat és limitada, raó per la qual no sempre serà fàcil vendre-les, i menys encara vendre-les al preu que es van comprar, sinó que cotitzen amb descomptes importants d'entre el 40% al 90% del seu valor nominal.

## Polèmica per la comercialització de les participacions preferents a Espanya

### Motius de la comercialització
Arran de la Crisi de finals de la dècada del 2000 moltes entitats financeres espanyoles es trobaren mancades de capital suficient. Aquest requeriment de recapitalització es produí en un moment que moltes entitats financeres experimentaren problemes per obtenir liquiditat per altres mitjans, i a partir del 2007, però d'una manera molt agressiva el 2009, començaren a comercialitzar les participacions preferents als seus propis clients particulars a través de la xarxa de sucursals. Malgrat tractar-se d'un producte financer «complex i de risc elevat» tal com advertí la CNMV, moltes caixes d'estalvi les col·locaren entre els seus clients com un producte de renda fixa segur i d'alta rendibilitat.
Les entitats que més participacions preferents col·locaren foren l'antiga La Caixa amb 4.898 milions d'euros, seguida pel BBVA amb 3.477 milions, i l'antiga Caja Madrid amb 3.022 milions d'euros en participacions. El Banco Santander comercialitzà participacions preferents per 1.965,6 milions d'euros entre juny i juliol del 2009; aquests actius financers rendiren un 5,75% el seu primer any, un 4,75% el segon, i a partir d'aleshores l'euríbor a tres mesos més un diferencial de 2,2 punts percentuals, situant el rendiment vora el 3,5%. En total, les entitats financeres espanyoles col·locaren entre els seus propis clients a través de la xarxa d'oficines uns 12 mil milions d'euros amb l'objectiu d'incrementar el Tier 1 capital, que amb les normes bancàries vigents el 2009 incloïen essencialment accions, reserves i participacions preferents.
A tall d'exemple sobre la desinformació als clients en el moment de la comercialització, un client de la Caixa d'Estalvis del Mediterrani narrà que després de diversos anys treballant amb aquesta entitat i tenint-hi la confiança dipositada, rebé una trucada comunicant-li que li traspassarien els fons a un altre producte de major rendibilitat; el client assentí telefònicament i dies després firmà els contractes sense informar-se, ni ser informat de l'instrument financer que estava comprant; quan mesos després decidí desfer la inversió fou informat que no podria fer-ho fins a l'any 3000 —clàusula legal d'una perpetuïtat—, o que podria vendre la seva participació en el mercat de renda fixa —AIAF—, on cotitzen un 60% per sota del seu valor de compra.

### Nova normativa bancària: Basilea III i les participacions preferents
Arran dels acords de regulació bancària anomenats Basilea III (2010-2011) la CECA aconsellà a les entitats financeres desprendre's de les participacions preferents perquè ja no eren considerades recursos de capital social de primera categoria —Tier 1 capital—, sinó de segona categoria —Tier 2 capital. En la mateixa línia la EBA accelerà la reestructuració dels principals bancs espanyols —Santander, BBVA, Sabadell, CaixaBank i el Banc Popular— xifrant en 26.170 milions d'euros les necessitats de capital per arribar a una ràtio "Core Tier 1" del 9% abans del juny de 2012. A finals del 2011, i a fi de preparar el terreny per una nova onada de fusions bancàries, la CNMV insistí novament a les entitats financeres perquè informessin als seus clients en participacions preferents de quin era el seu valor real de mercat, que en la majoria dels casos no arribava al 60% del valor de compra.

### Ofertes de canvi de participacions preferents per accions
El 20 de desembre de 2011 centenars d'estalviadors que havien comprat participacions preferents convençuts que es tractava d'un producte sense risc convocaren a través de l'Associació d'Usuaris de Bancs, Caixes i Assegurances (ADICAE) diverses mobilitzacions a ciutats espanyoles per protestar i visualitzar el problema. La principal crítica dels afectats es basava en la «comercialització indeguda» d'aquest producte i la negativa de les entitats financeres a amortitzar-les; donat que si es venien al mercat secundari els inversors s'exposaven a pèrdues substancials, les entitats oferiren com a alternativa bescanviar les participacions preferents i el deute subordinat, per accions o bons convertibles en accions dels nous bancs resultants de les antigues caixes d'estalvi, i així aconseguirien també canviar uns instruments financers que ja no els servien, en ser capital de segona categoria, per nous instruments financers considerats capital de primera categoria tal com els exigí l'EBA per abans del juny del 2012.
El 28 de desembre de 2011 CaixaBank inicià l'oferta de bescanvi de les tres emissions de preferents de la següent manera: el 30% en bons convertibles en accions amb venciment una meitat el juny del 2012 i l'altra meitat el juny del 2013, i el 70% restant en deute subordinat a 10 anys amb un cupó del 4% o del 5%, depenent de l'emissió a la qual corresponguin. El 30 de desembre del 2011 el Banco Santander anuncià la recompra de participacions preferents a canvi d'accions noves per un valor de 1.965 milions d'euros i a una taxa de canvi de 5,686 euros per acció —resultant dels preus mitjans de l'acció del banc entre els dies 14 i 23 de desembre. El 98,9% dels clients amb preferents acceptaren el canvi, ja que al mercat secundari de renda fixa es compraven al 83% del nominal, fet que implicava una pèrdua latent del 17%; el 4 de gener del 2012 reberen 341,8 milions d'accions noves, equivalents al 3,84% del capital del banc, i el mateix dia la cotització del banc baixà de resultes de les ordres de venda llançades pels clients amb la voluntat de recuperar l'efectiu.
El 3 de gener del 2012 el Banc Sabadell va informar la CNMV del resultat del bescanvi ofert als seus clients en participacions preferents; el 93,8% d'aquests l'acceptaren, sumant uns 796 milions d'euros, a un preu de conversió compost en un 90% del valor nominal de les preferents a canvi d'accions del banc —valorades a 2,6461 euros cadascuna resultat de la mitjana aritmètica de les darreres 90 sessions de 2011— fet que suposà l'entrega de 271,2 milions d'accions, de les quals 48 milions procedien de la seva autocartera i les 223 milions restants foren accions noves que implicaren una ampliació de capital del 13,8%; el 10% restant del valor nominal de les participacions preferents incrementat en un 2% quedà pendent de pagament fins al desembre del 2012. Seguidament, el 10 de gener del 2012, el Sabadell anuncià el bescanvi de les preferents de la Caixa d'Estalvis del Mediterrani per accions noves del Banc Sabadell pel 100% del valor nominal de les preferents, sense obtenir però cap rendibilitat degut a les pèrdues de la CAM; el bescanvi tingué una acceptació del 90% sobre el 1.398,1 milions d'euros que la CAM havia col·locat durant el 2009 en participacions preferents. Aquesta oferta de bescanvi no es feu extensible però a les quotes participatives de l'antiga caixa alacantina, perquè segons havia comunicat la mateixa CAM a la CNMV l'anterior 15 de desembre del 2011, el seu valor comptable era zero. Les quotes participatives de la CAM van ser suspeses de negociació en borsa el 9 de desembre d'aquell any i la seva última cotització va ser a 1,34 euros per quota.